# سایلنت هیل: یتیم
«سایلنت هیل: یتیم» (انگلیسی: Silent Hill: Orphan) یک بازی ویدئویی در سبک بازی ماجراجویی است که توسط کونامی و در سال ۲۰۰۷ منتشر شد. «سایلنت هیل: یتیم» در پلت‌فرم تلفن همراه منتشر شده‌است.